# John Pardon

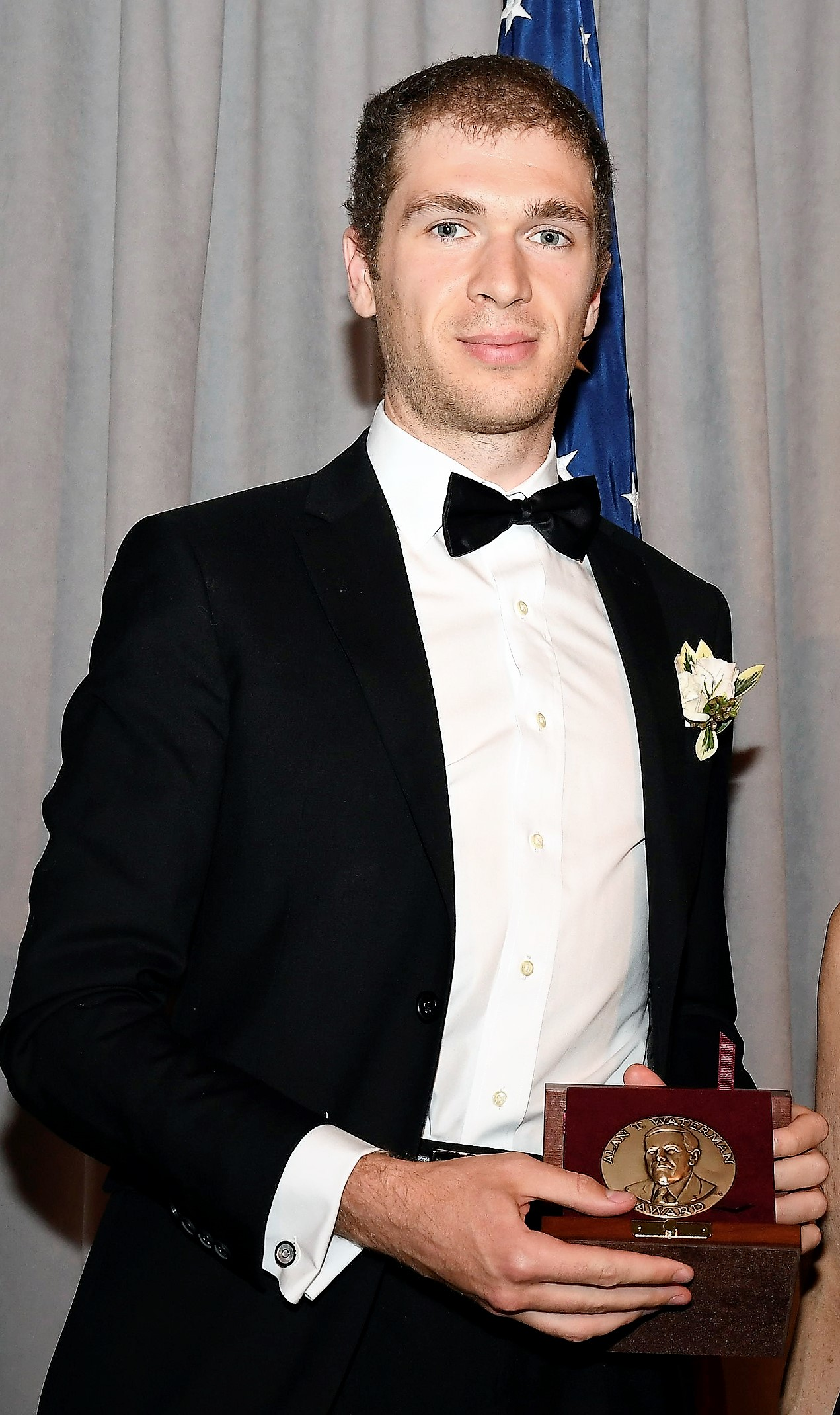
John Pardon

John V. Pardon (* Juni 1989 in Chapel Hill (North Carolina)) ist ein US-amerikanischer Mathematiker, der sich mit Geometrie und niedrigdimensionaler Topologie  befasst.
John Pardon ist der Sohn des Mathematikprofessors an der Duke University William Pardon. Schon als Schüler fiel sein mathematisches Talent auf, er gewann mehrmals Goldmedaillen bei den internationalen Informatik-Olympiaden und wurde 2007 zweiter bei der Intel Science Talent Search, mit einer Arbeit, in der er das Carpenter´s Rule Problem, das ursprünglich für Polygone formuliert war und durch Robert Connelly und andere gelöst wurde, auf rektifizierbare Kurven erweitert löste: Jede rektifizierbare Jordan-Kurve kann in eine konvexe Kurve überführt werden ohne deren Länge zu vergrößern oder den Abstand zweier beliebiger Punkte zu verringern. Beim Bachelor-Abschluss 2011 war er Valedictorian in Princeton. Danach studierte er Mathematik an der Princeton University, wo er 2012 den Morgan Prize für die beste Arbeit eines Undergraduate erhielt. Er widerlegte eine Vermutung der Knotentheorie von Michail Leonidowitsch Gromow, der 1983 vermutete, dass bei Einbettung eines Knotens in den dreidimensionalen Raum der Dehnungsfaktor (Stretch factor) begrenzt ist. Pardon widerlegte dies, indem er zeigte, dass der Dehnungsfaktor bei Torusknoten beliebig groß werden kann. 2015 wurde er bei Jakow Eliaschberg an der Stanford University promoviert und war danach dort Assistant Professor. Seit Herbst 2016 hat er eine ordentliche Professur an der Universität Princeton.
2013 bewies er den dreidimensionalen Fall der Vermutung von Hilbert und Smith: Jede lokalkompakte Gruppe mit treuer Gruppenwirkung auf zusammenhängenden 3-Mannigfaltigkeiten ist eine Liegruppe.
Ab 2015 war er Clay Research Fellow. Für 2017 wurde ihm der Alan T. Waterman Award zugesprochen. Er ist Fellow der American Mathematical Society. 2022 erhielt er den Clay Research Award. 2025 wurde er mit einem New Horizons in Mathematics Prize ausgezeichnet.
In Princeton gewann er auch Preise im Cello-Spiel und in einem Debattierwettbewerb in Chinesisch.